# Logan Currie
Logan Currie (Ashburton, 24 giugno 2001) è un ciclista su strada neozelandese che corre per il team Lotto.

## Palmarès

### Strada
- 2019 (Juniores)

Campionati neozelandesi, Prova a cronometro Junior
- 2022 (Bolton Equities Black Spoke Pro Cycling, due vittorie)

Campionati neozelandesi, Prova a cronometro Under-23
Campionati oceaniani, Prova a cronometro Under-23
- 2023 (Bolton Equities Black Spoke Pro Cycling, una vittoria)

Campionati neozelandesi, Prova a cronometro Under-23
- 2024 (Lotto Dstny, una vittoria)

Campionati neozelandesi, Prova a cronometro

#### Altri successi
- 2022 (Bolton Equities Black Spoke Pro Cycling)

1ª tappa New Zealand Cycle Classic (Masterton, cronosquadre)
Classifica giovani Tour de la Mirabelle
Classifica giovani Wyścig Solidarności i Olimpijczyków
- 2023 (Bolton Equities Black Spoke)

Classifica giovani International Tour of Hellas
Classifica giovani Giro di Danimarca

## Piazzamenti

### Classiche monumento
- Liegi-Bastogne-Liegi

2024: 117º
2025: 94º

### Competizioni mondiali
- Campionati del mondo

Yorkshire 2019 - Cronometro Junior: 27º
Yorkshire 2019 - In linea Junior: 67º
Fiandre 2021 - Cronometro Under-23: 11º
Fiandre 2021 - In linea Under-23: 95º
Wollongong 2022 - Cronometro Under-23: 4º
Wollongong 2022 - In linea Under-23: 44º
Glasgow 2023 - Cronometro Under-23: 8º
Glasgow 2023 - In linea Under-23: 26º